# Muorijärvi
Muorijärvi eller Mustajärvi är en sjö i Finland. Den ligger i kommunen Enontekis i landskapet Lappland, i den norra delen av landet, 900 km norr om huvudstaden Helsingfors. Mustajärvi ligger 365,3 meter över havet. Omgivningarna runt Muorijärvi är i huvudsak ett öppet busklandskap. Arean är 21,9 hektar och strandlinjen är 2,15 kilometer lång. Sjön  ingår i Torne älvs huvudavrinningsområde. 